# Radiogoniometría

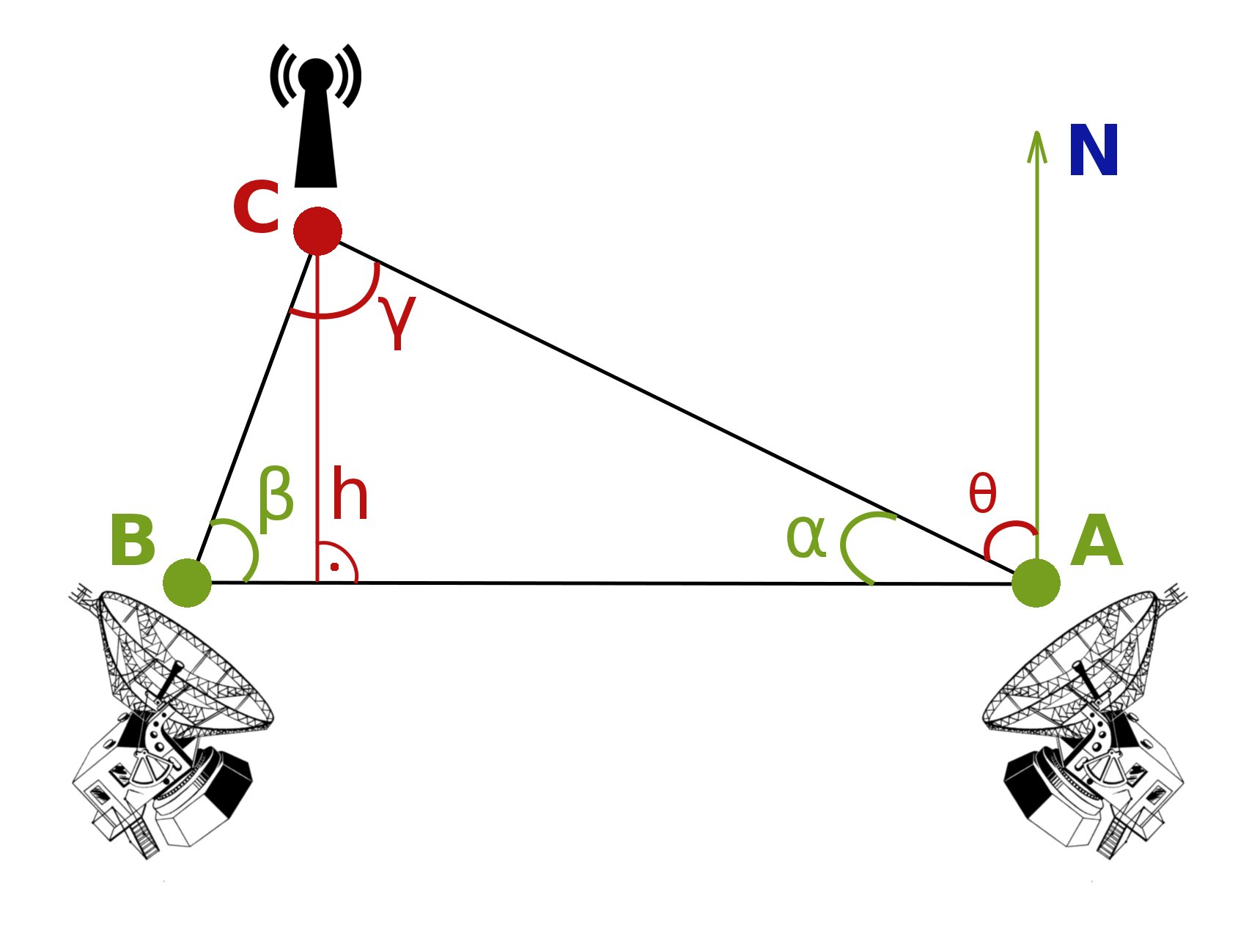
Ejemplo de uso de la radiogoniometría para la triangulación de la posición de un objetivo mediante el uso de dos radares

Radiogoniometría o RDF ( acrónimo del inglés "'Radio Direction Finding"), o "Búsqueda por Radio Dirección", es la original denominación que la RAF y su Consejo Aeronáutico para la Investigación y Desarrollo establecieron para denominar un sistema de detección electrónica de largo alcance, más tarde denominado radar (radio detection and ranging).
Uno de sus mayores desarrolladores, y dueño de la patente desde 1935, fue Robert Watson-Watt y su uso, aunque no exclusivo, para el Mando de Caza de la RAF en la Batalla de Inglaterra, fue una de sus primeras aplicaciones útiles y con cierto éxito hasta esa fecha. Hasta su puesta en funcionamiento en la RAF, el ulterior radar no pasaba aún de meros experimentos.